# انواع بارش

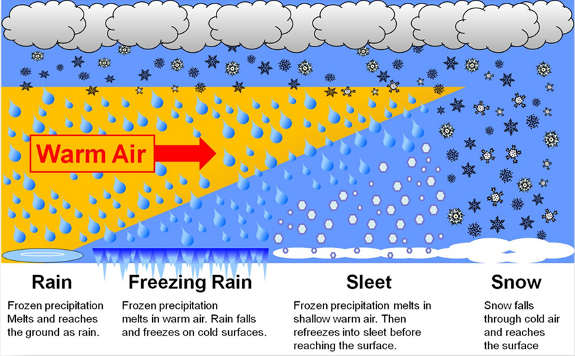
انواع رایج بارش مرتبط با جبهه گرمی که در هوای سرد پیشروی می‌کند.

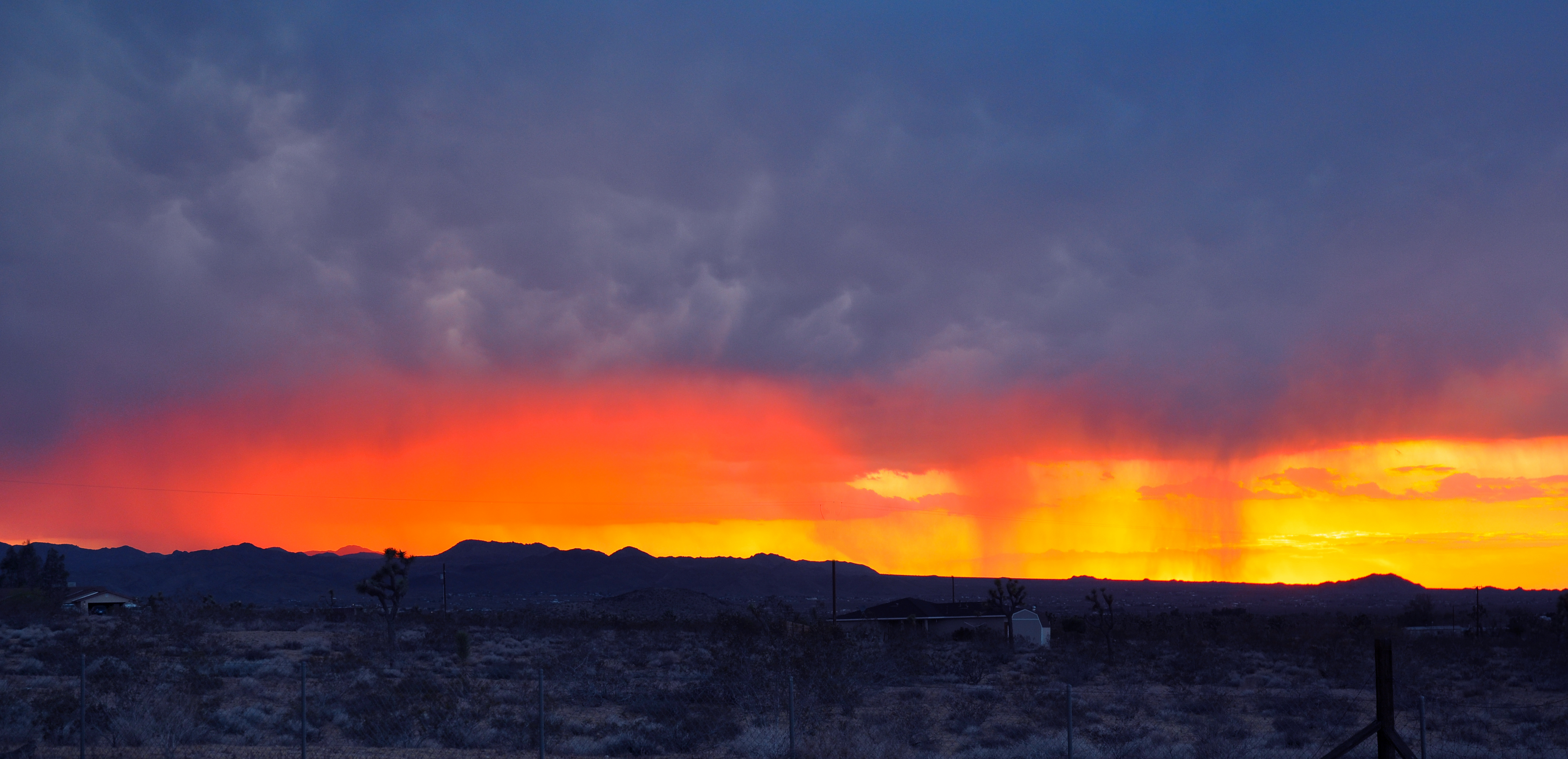
بارش به‌صورت باران آفتابی

در هواشناسی، انواع بارش یا انواع بارندگی اغلب شامل مشخصات، شکل‌گیری، یا فاز بارشی است که در حال ریزش به سطح زمین است. سه راه متمایز وجود دارد که بارش می‌تواند رخ دهد: بارش همرفتی به‌طور کلی شدیدتر است و مدت زمان کمتری نسبت به بارش جبهه‌ای دارد. بارش کوهساری زمانی روی می‌دهد که هوای مرطوب بر روی زمین‌های پرشیب مانند کوه‌ها، به سمت بالا رانده شده و در دامنه‌ها متراکم می‌شود.
بارش ممکن است به شکل مایع یا جامد، ترکیبی از هر دو حالت یا در حالت گذار بین مایع و جامد در تراز صفر سلسیوس روی دهد. اشکال مایع بارش شامل باران، باران‌ریزه و شبنم است. به باران یا باران‌ریزه‌ای که در تماس با سطحی در داخل یک توده هوای در دمای زیر انجماد منجمد می‌شود، صفت «یخ‌زده» یا «منجمد» افزوده شده و به‌نام باران یخ‌زن و باران‌ریزه یخ‌زن شناخته می‌شود. برفابه مخلوطی از بارندگی مایع و جامد است. شکل‌های منجمد بارش برف، غبار یخ، تگرگ‌ریزه، تگرگ و برف‌دانه است. شدت‌های انواع بارش بر اساس میزان بارش یا محدودیت دید طبقه‌بندی می‌شود.

## فازها

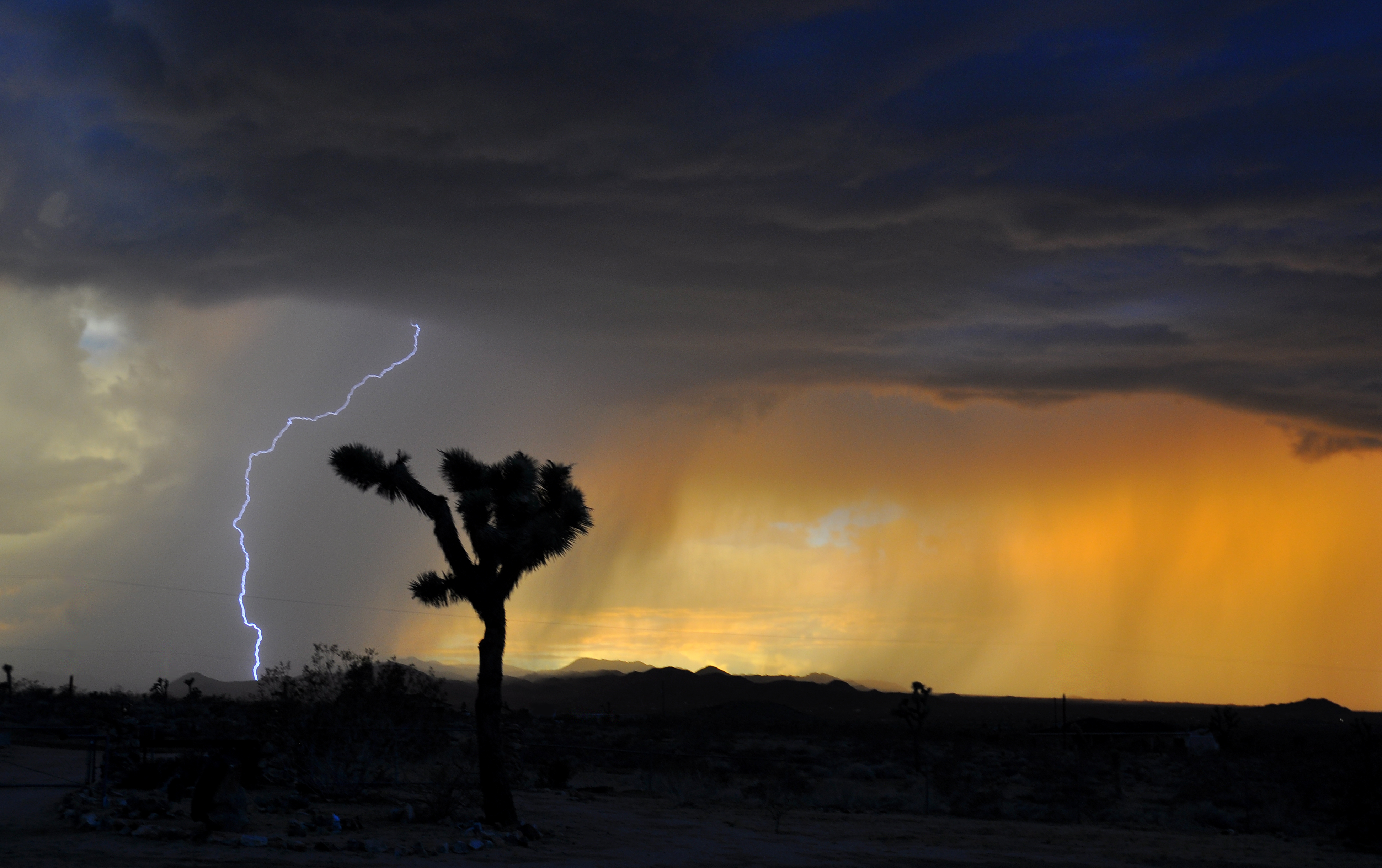
یک توفان الکتریکی شدید ناشی از ابرهای کومولونیمبوس همرفتی

بارندگی در شکل‌ها یا فازهای مختلفی رخ می‌دهد که آنها را می‌توان به صورت زیر تقسیم کرد:
- بارش مایع:
  - باران‌ریزه (DZ)
  - باران (RA)
  - پُکش ابر (CB)
- بارش یخ‌زن/آمیخته:
  - باران‌ریزه یخ‌زن (FZDZ)
  - باران یخ‌زن (FZRA)
  - برف‌باران / برفابه (RASN)
  - باران‌ریزه و برف آمیخته / برفابه (DZSN)
- بارش یخ‌زده (منجمد):
  - برف (SN)
  - برف‌ریزه (SG)
  - گرد الماس (IC)
  - تگرگ‌ریزه / برف‌باران (PL)
  - برف‌دانه یا گویچه‌برف (GS)
  - تگرگ (GR)
  - یخ درشت هوایی (MC)

حروف داخل پرانتز کد متار برای هر نوع بارش است.

## سازوکارها
بارش زمانی رخ می‌دهد که تبخیر و تعرق صورت می‌گیرد و هوای محلی از بخار آب اشباع می‌شود و بنابراین دیگر نمی‌تواند سطح بخار آب را در حالت گازی حفظ کند و در نتیجه باعث ایجاد ابر می‌شود. این حالت معمولاً هنگامی اتفاق می‌افتد که توده هوا از طریق جوّ به ارتفاعات بالاتر و خنک تر صعود کرده و در نتیجه هوای مرطوب با چگالی کمتر، سرد می‌شود. با این حال، توده هوا بدون تغییر در ارتفاع نیز می‌تواند سرد شود (برای نمونه، از طریق سرمای تابشی یا تماس زمینی با زمین سرد).
برش همرفتی زمانی رخ می‌دهد که هوا (به‌طور موقت) از طریق سازوکار خود نگهدار همرفت، به‌صورت عمودی بالا می‌رود. بارش جبهه‌ای زمانی اتفاق می‌افتد که توده‌های بزرگ هوا، زمانی که بادهای مقیاس بزرگ‌تر و دینامیک اتمسفری آن‌ها را مجبور می‌کند که روی یکدیگر حرکت کنند، به‌صورت مورب بالا می‌آیند. بارش کوهساری نیز مشابه است، با این تفاوت که حرکت رو به بالای توده هوا اجباری است، هنگامی که توده هوای متحرک با شیب بالارونده یک زمین‌چهر مانند رشته‌کوه یا دامنه مواجه می‌شود.

### همرفتی

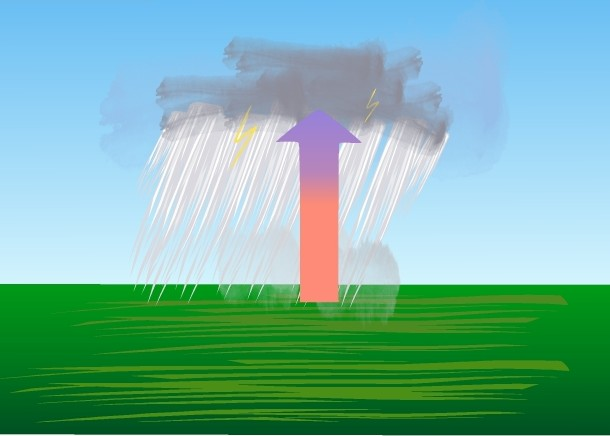
بارش همرفتی

همرفت زمانی روی می‌دهد که سطح زمین، به ویژه هنگامی که در شرایط جوّی ناپایدار یا مرطوب باشد، بیشتر از محیط اطراف خود گرم شده و به نوبه خود منجر به تبخیر و تعرق قابل توجهی می‌شود. باران همرفتی و بارش خفیف حاصل ابرهای همرفتی بزرگ، مانند ابرهای کومولونیمبوس یا کومولوس است. در مراحل اولیه این نوع بارش، معمولاً به صورت رگبار با مساحت کوچک‌تر و شدت به‌سرعت متغیر می‌بارد. بارش همرفتی برای مدت نسبتاً کوتاهی در یک منطقه مشخص می‌بارد، زیرا ابرهای همرفتی وسعت عمودی و افقی محدودی دارند و آب زیادی ذخیره نمی‌کنند. به نظر می‌رسد بیشتر بارش‌ها در مدارگان از نوع همرفتی است، با این حال، پیشنهاد شده است که هر دو نوع بارش جبهه‌ای و همرفتی اغلب در یک مجموعه کومولونیمبوسی ناشی از همرفت رخ می‌دهند.
برف‌دانه و تگرگ، زمانی که یکی از آن‌ها یا هر دو در سطح وجود دارد، همرفت را نشان می‌دهد. آنها نشان می‌دهند که نوعی از بارش در سطح یخبندان، نقطه‌ای متغیر در اتمسفر زمین که در آن دما ۰ درجه سلسیوس است، شکل گرفته و وجود دارد. در عرض‌های جغرافیایی میانی، بارش همرفتی اغلب با جبهه‌های سرد همراه است و اغلب در پشت این نوع جبهه‌ها یافت می‌شود و گاهی نیز آغازکننده خط تندوَزه است.

### جبهه‌ای

جبهه هوا مرز دو توده هوا با ویژگی‌های متفاوت است.

بارش‌های جبهه‌ای نتیجه سامانه‌های جبهه‌ای در اطراف چرخندها یا کم‌فشارهای برون‌حاره‌ای هستند، این چرخندها زمانی شکل می‌گیرند که هوای گرم و حاره‌ای با هوای سردتر و زیرقطبی برخورد می‌کند. باران‌های چرخندی معمولاً از ابرهای باراپوشنی فرو می‌ریزند.
هنگامی که توده‌های هوا با چگالی‌های مختلف (ویژگی‌های رطوبت و دما) به‌هم می‌رسند، هوای گرم‌تر و با چگالی کمتر، بر روی هوای سردتر و با چگالی بیشتر قرار می‌گیرد. هوای گرم‌تر مجبور به بالا آمدن می‌شده و اگر شرایط مناسب باشد، اثر اشباع و میعان را ایجاد کرده و باعث بارش می‌شود. به نوبه خود، بارش می‌تواند تضاد بین دما و نقطه شبنم در امتداد مرز جبهه هوا را افزایش دهد که این وضعیت، در حالی که جبهه هوا ادامه دارد، باعث بارش بیشتر می‌شود. عبور از جبهه‌های هوا اغلب منجر به تغییرات ناگهانی دمای محیط و به نوبه خود تغییر رطوبت و فشار هوا در سطح زمین می‌شود و بدین ترتیب توده‌های مختلف هوا، وضع هوای محلی را تغییر می‌دهند.
جبهه‌های گرم در جایی رخ می‌دهند که هوای گرم در حال پیشروی، توده هوای سردی که قبلاً وجود داشته را بیرون می‌راند. هوای گرم بر هوای سردتر غلبه کرده و به سمت بالا حرکت می‌کند. جبهه‌های گرم دوره‌های طولانی باران خفیف و باران‌ریزه را به دنبال دارند، به این دلیل که پس از بالا آمدن هوای گرم از روی هوای خنک تری که روی زمین می‌ماند، در اثر انبساط هوا در حین صعود به تدریج سرد شده و با تشکیل ابر، منجر به بارش می‌شود.
جبهه‌های سرد زمانی پدید می‌آیند که توده هوای سردتر در حال پیشروی، جابجا شده و از میان توده‌ای از هوای گرم عبور کند. از آنجا که هوای سرد چگال‌تر از هوای گرم است و به‌دلیل گرانش فرومی‌رود، این نوع گذار، تند و تیزتر از جبهه‌های گرم است. مدت بارش‌های جبهه‌ای سرد، اغلب کوتاه‌تر و عموماً شدیدتر از زمانی است که بارندگی در پیشانی جبهه‌های گرم رخ می‌دهد.
انواع مختلف هوا ممکن است در امتداد جبهه هم‌رسیده، به‌ویژه در نزدیکی مراکز فعالیت واچرخندی یافت شود؛ اما معمولاً عبور آنها با خشک‌شدن توده هوا همراه است.

### کوهساری

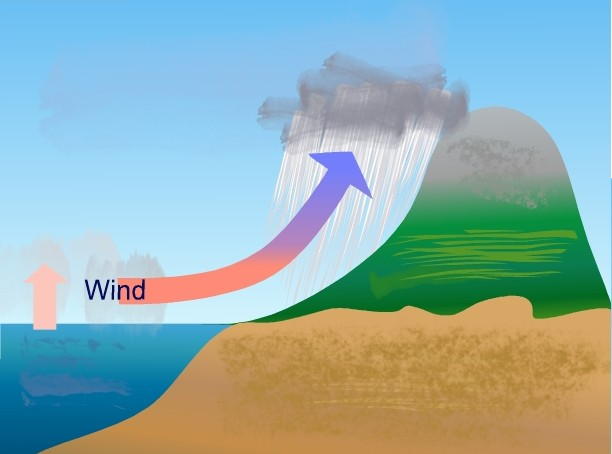
بارش کوهساری زمانی رخ می‌دهد که هوای مرطوب توسط زمین به سمت بالا هدایت می‌شود.

بارندگی کوهساری یا کوهستانی زمانی ایجاد می‌شود که توده‌های هوا از دامنه‌های عوارض مرتفعی مانند کوه‌های بلند یا فلات‌ها بالا بروند، این صعود اغلب به عنوان یک اثر دامنه‌ای شناخته می‌شود. بالا بردن هوا از دامنه‌های کوه، با افزایش ارتفاع منجر به سرد شدن بی‌دررو، و در نهایت میعان و بارش می‌شود. در بخشی از مناطق کوهستانی جهان که در معرض بادهای نسبتاً مداوم (برای نمونه، بادهای بسامان) هستند، به‌دلیل حمل توده‌های هوای مرطوب توسط باد و بارش کوهساری، معمولاً در دامنه بادگیر کوهستان نسبت به دامنه بادپناه، اقلیم مرطوب‌تری غالب می‌شود. رطوبت توسط بالابری کوهساری تبدیل به بارش شده و از بین می‌رود، در نتیجه در دامنه بادپناه کوهستان که توده هوا فرومی‌نشیند، هوای خشک‌تری به‌جا مانده (گرم‌باد را ببینید) و یک منطقه سایه باران در آن دامنه‌ها دیده می‌شود.
در آمریکای جنوبی، رشتهکوه‌های آند مسیر بادهای مرطوب اقیانوس آرام و رطوبتی که به قاره می‌رسد، را مسدود کرده و منجر به اقلیم شبه‌بیابانی در دامنه‌های بادپناه این رشته‌کوه در غرب آرژانتین شده است. رشته‌کوه سیرا نوادا نیز همان اثر را در خشکی آمریکای شمالی دارد و باعث پدید آمدن بیابان‌های گریت بیسین، موهاوی و  سونورا در ایالات متحده آمریکا شده است.

## شدت
بارش با استفاده از دستگاه باران‌سنج ودر سال‌های اخیر با تکنیک‌های سنجش از دور مانند رادار هواشناسی اندازه‌گیری می‌شود. بر اساس میزان بارش، باران را می‌توان به چند دسته طبقه‌بندی کرد. باران سبک یا ملایم بیان‌کننده بارانی است که با سرعتی بین رد باران تا ۲٫۵ میلیمتر (۰٫۰۹۸ اینچ) در ساعت می‌بارد. باران متوسط، بارانی با میزان بارش بین ۲٫۶ میلیمتر (۰٫۱۰ اینچ) تا ۷٫۶ میلیمتر (۰٫۳۰ اینچ) در ساعت را توصیف می‌کند. باران شدید یا سنگین نشان‌دهنده بارانی با میزان بارش بیش از ۷٫۶ میلیمتر (۰٫۳۰ اینچ) در ساعت است و در باران خسارت‌بار یا مخرب، مقدار بارش بیش از ۵۰ میلیمتر (۲٫۰ اینچ) در ساعت است.
شدت بارش برف به‌جای مقدار بارش، از نظر دید دسته‌بندی می‌شود. هنگامی که دید بیش از ۱ کیلومتر (۰٫۶۲ مایل) باشد، بارش برف در دسته ملایم یا سبک تعیین می‌شود. برف متوسط، نشان‌دهنده بارش برف با محدودیت دید بین ٫۵ کیلومتر (۰٫۳۱ مایل) و ۱ کیلومتر (۰٫۶۲ مایل) است. بارش برف سنگین شرایطی را توصیف می‌کند که دید به کمتر از ٫۵ کیلومتر (۰٫۳۱ مایل) محدود می‌شود.

## نگارخانه

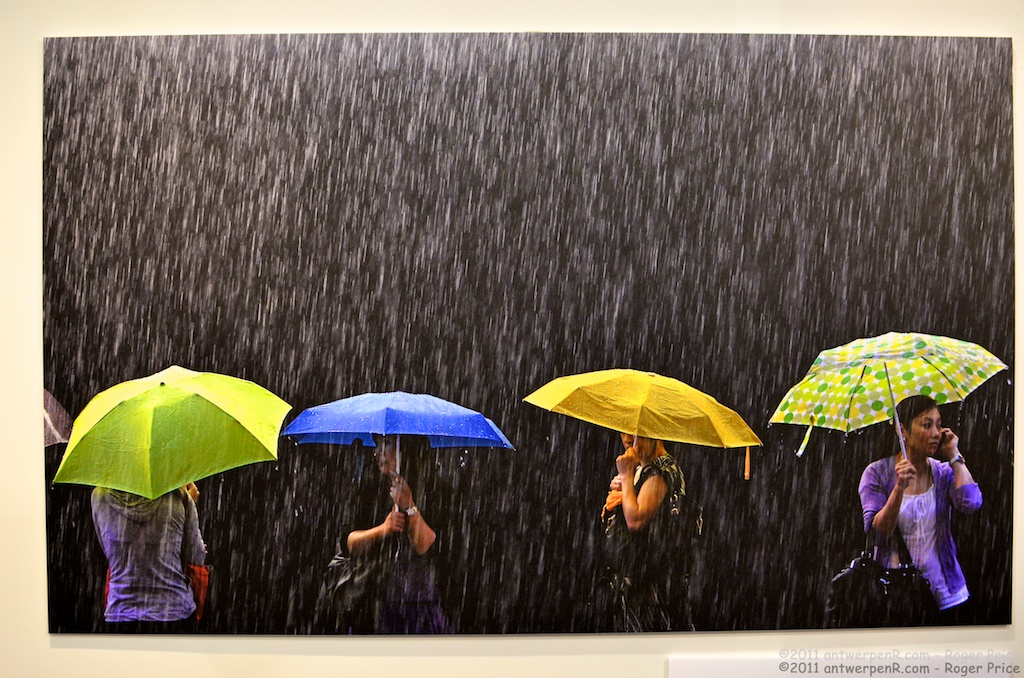
باران حاره‌ای در هنگ کنگ
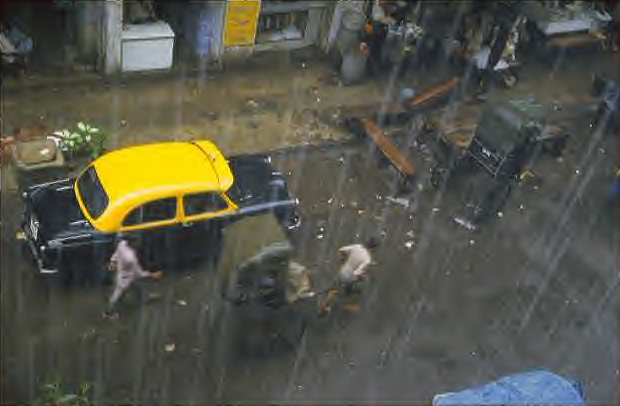
باران سنگین در کلکته
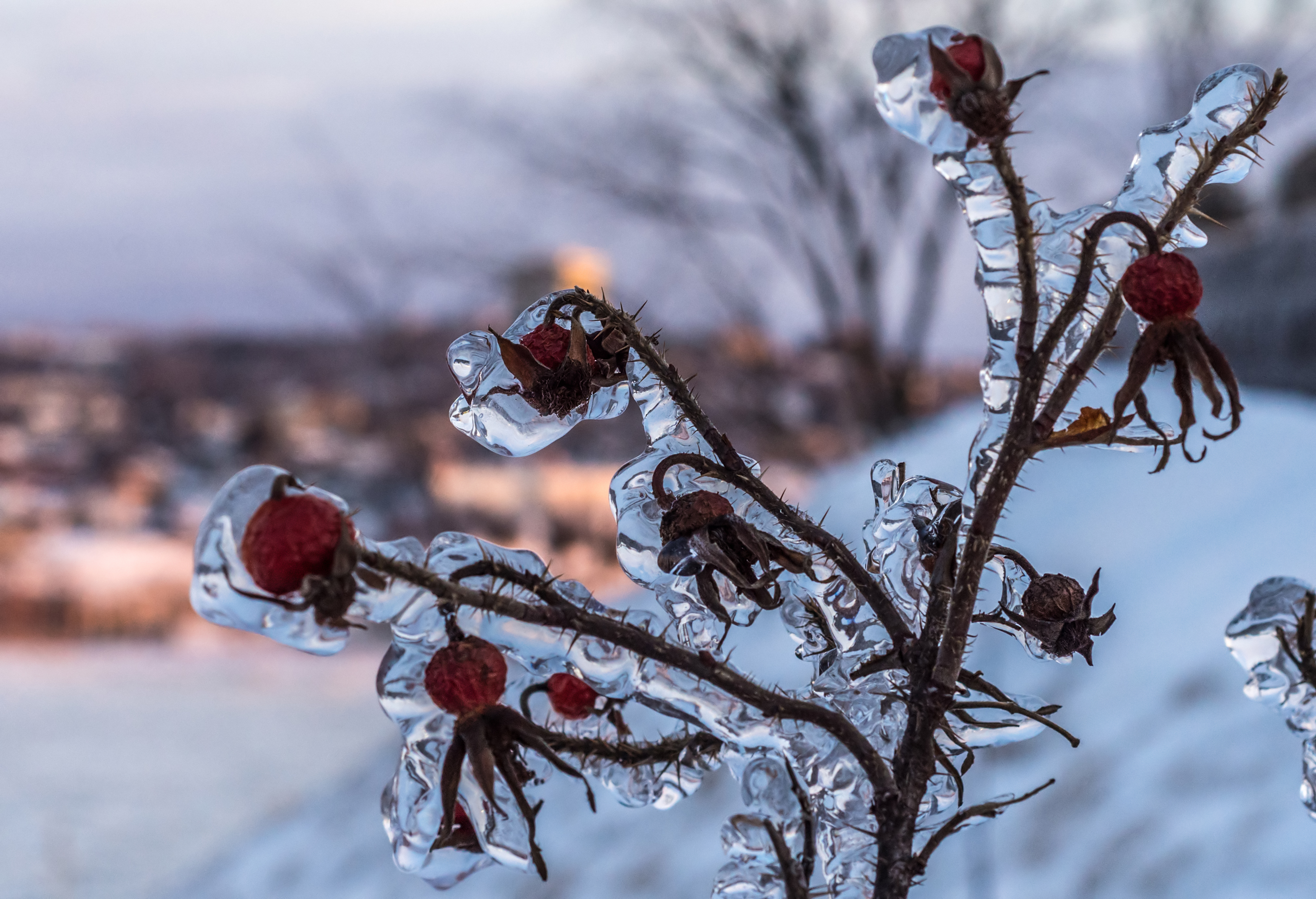
باران یخ‌زن در کبک، کانادا
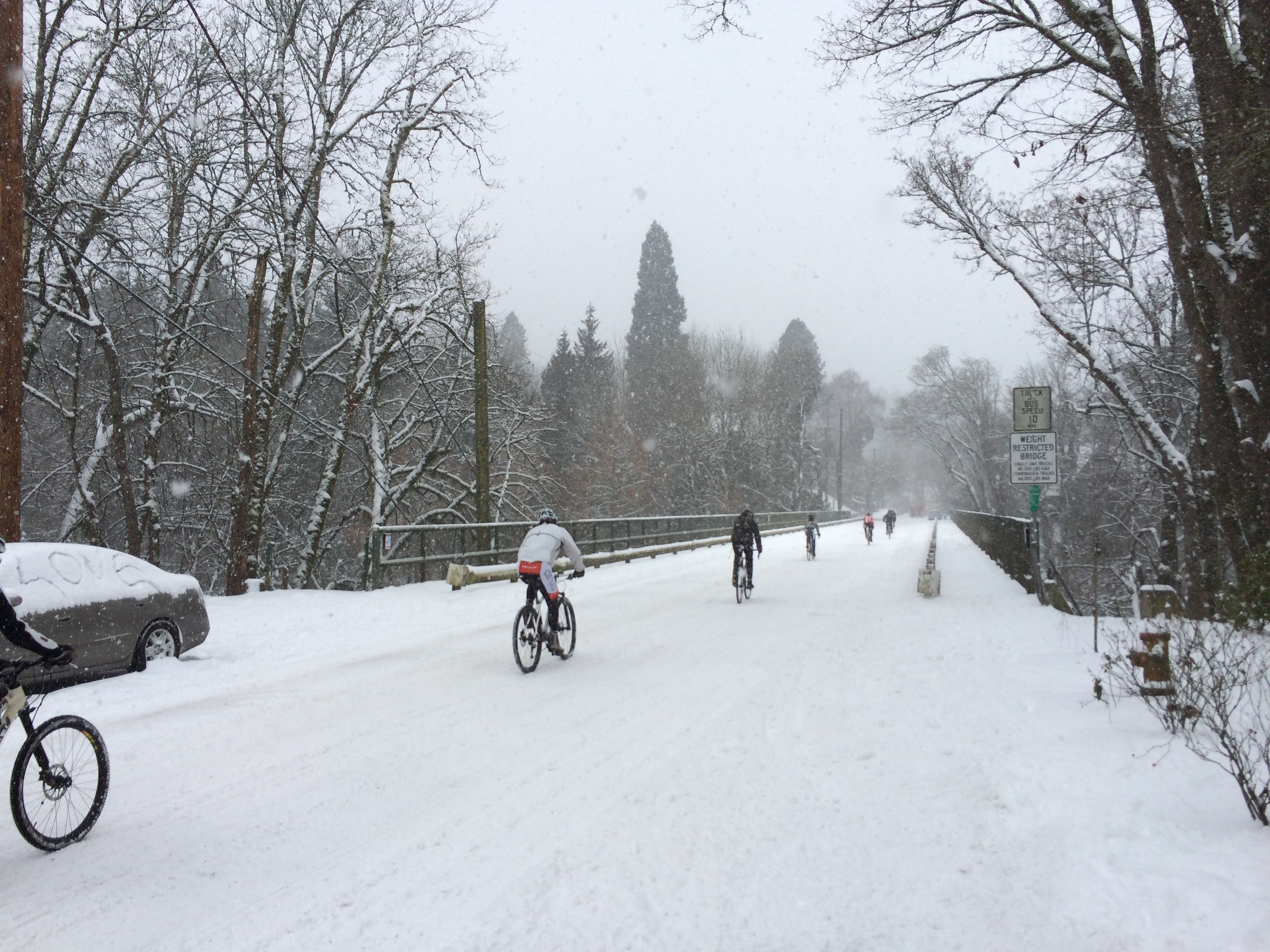
برف سبک در پورتلند، اورگن
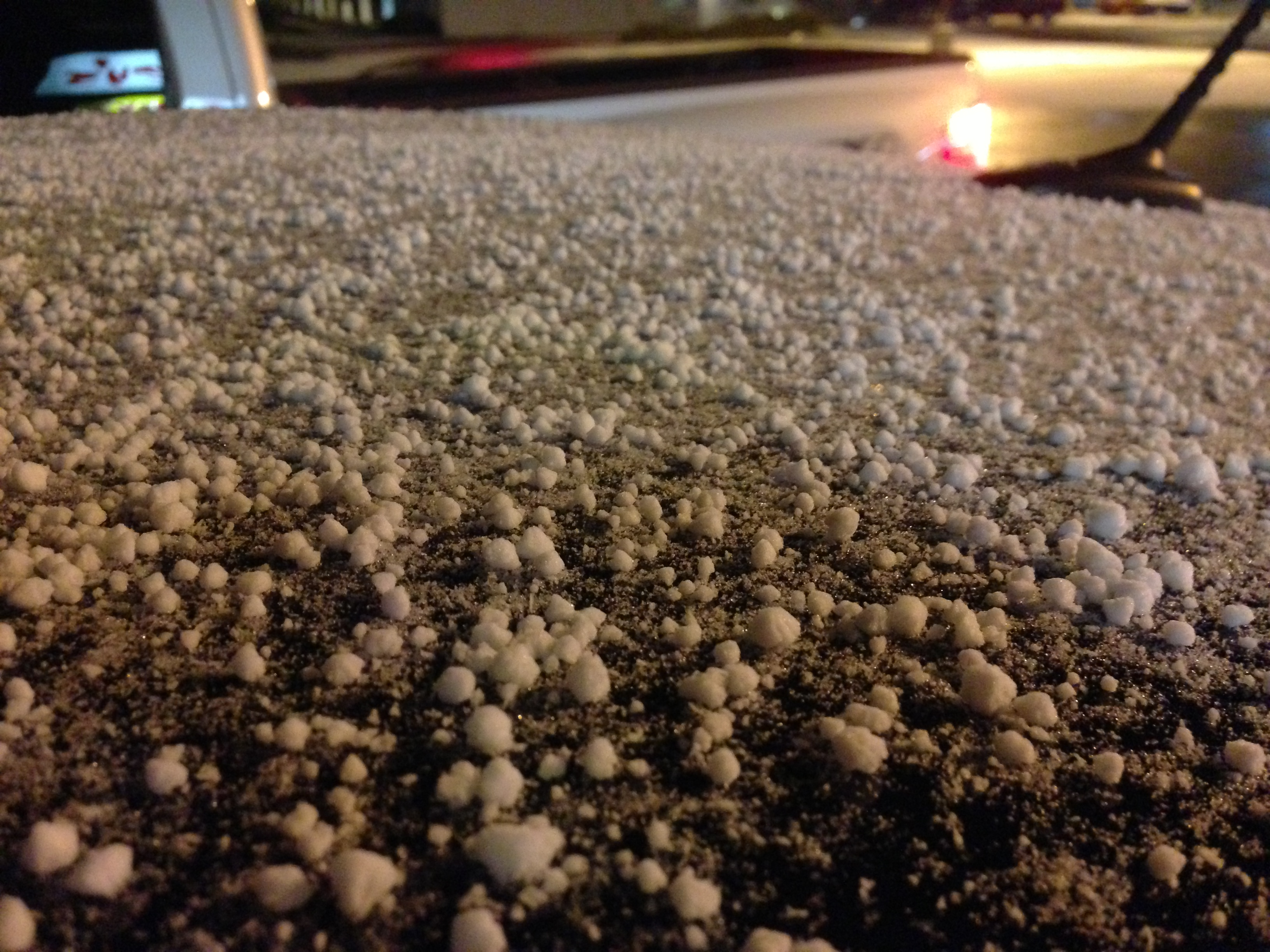
انباشت برف‌دانه در ایلکو، نوادا